# Mormolyca lehmanii
Mormolyca lehmanii är en orkidéart som först beskrevs av Robert Allen Rolfe, och fick sitt nu gällande namn av Mario Alberto Blanco. Mormolyca lehmanii ingår i släktet Mormolyca och familjen orkidéer. Inga underarter finns listade i Catalogue of Life.